# Liste der türkischen Botschafter im Kosovo
Der Botschafter leitet die Botschaft in Priština.
| Ernennung Akkreditierung | Botschafter          | Bemerkung | Liste der Ministerpräsidenten der Türkei | Liste der Premierminister des Kosovo | Posten verlassen |
| ------------------------ | -------------------- | --- | ---------------------------------------- | ------------------------------------ | ---------------- |
| 1. Sep. 1999             | Muhittin Ahmet Yazal | 18. März 2009 – 30. Oktober 2009: Generalkonsul in Basra | Bülent Ecevit                            | Zoran Andjelković                    | 19. Feb. 2001    |
| 17. Okt. 2000            | Mustafa Osman Turan  | Sohn von Osman Turan, auch in Afghanistan beschäftigt, 2014 stellvertretender Leiter der Mission bei der EU in Brüssel und Doktorand der Bilkent-Universität in Ankara | Bülent Ecevit                            | Zoran Andjelković                    | 15. Aug. 2002    |
| 31. Aug. 2001            | Mehmet Hakan Olcay   | (* 28. Februar 1962 in Addis Abeba) 1979: Abitur, 1983: Studium der Wirtschaftswissenschaft University of California, 1989: Studium der Europäischen Integration an der Universität Amsterdam, 1986–1989: Gesandtschaftssekretär dritter Klasse in der Abteilung EIU A-VII Internationale Wirtschaftsfragen, 1989–1992: Gesandtschaftssekretär dritter Klasse in Den Haag, 1992–1994: Gesandtschaftssekretär dritter zweiter Klasse in Havana, 1994–1995: Gesandtschaftssekretär zweiter Klasse am BDSY-II Institut für Slawistik, 1995: Gesandtschaftssekretär zweiter, erster Klasse in der Abteilung UDGY-In Fernost, 1995 1996: Gesandtschaftssekretär erster Klasse in der Abteilung Pugy-In Fernost, 1996–2001: Gesandtschaftsrat in Belgrad, 2001–2002: Gesandtschaftsrat in Skopje, 31. August 2001 – 16. September 2002: Geschäftsträger in Priština, 2002–2003: Gesandtschaftsrat Leiter der Abteilung KDGY-II Institut, 2003–2004: Gesandter, Berater der Ministerpräsidenten, 2004–2008: Generalkonsul in Düsseldorf, 2008–2010: Berater des Ministerpräsidenten, 2010–2013: Botschafter, Berater der Ministerpräsidenten, 2013: Botschafter in Brüssel | Bülent Ecevit                            | Zoran Andjelković                    | 16. Sep. 2002    |
| 15. Aug. 2002            | Metin Kılıç          | (* 3. Mai 1963 in Ankara) 1980–1984: Studium der Wirtschafts- und Handelswissenschaft, der öffentlichen Verwaltung an der Gazi Üniversitesi, 15. Mai 1985 Eintritt in die Diplomatenlaufbahn, in der Abteilung Naher Osten und Afrika, Dezember 1985 Militärmission Ordu Muhabere Alay Komutanlığı Ezincan/Merkez, August 1986: Gesandtschaftssekretär dritter Klasse in der Abteilung USA, 1988–1990: Gesandtschaftssekretär dritter Klasse in Abu Dhabi (Vereinigte Arabische Emirate), 1990–1994: Gesandtschaftssekretär zweiter/erster Klasse in Kairo (Ägypten), 1994–1996: Gesandtschaftssekretär erster Klasse in der Abteilung Menschenrechte, 1996–2000: Gesandtschaftssekretär erster Klasse, Gesandtschaftsrat in Lissabon (Portugal), 2000–2002: Leiter der Abteilung Afrika, 2002–2005: Leiter der türkischen Auslandsvertretung in Priština (Kosovo), 2005–2007: Leiter Terror und Bekämpfung der grenzüberschreitenden organisierten Kriminalität, 2007–2011: Botschaftsrat, Botschafter in Peking (China), 2011–2013: Botschafter-Vertreter in Edirne, Juni 2013: Botschafter in Bischkek.                                                          | Abdullah Gül                             | Bajram Rexhepi                       | 17. Okt. 2005    |
| 31. Okt. 2005            | Volkan Vural         | (* 29. Dezember 1941 in Yalova) Abitur TED Ankara College, Studium Politikwissenschaft an der Universität Ankara, wo er 1964 promoviert wurde, 1987–1988: Botschafter in Teheran, 1988–1993: Botschafter in Moskau, 1993–30. Apr. 1998: Berater von Tansu Ciller, 30. Juni 1995 – 30. Apr. 1998: Botschafter in Bonn, 1998–2000: Ständiger Vertreter beim UN-Hauptquartier, 2003–2006: Botschafter in Madrid und Andorra, 2006: Versetzung in den Ruhestand. | Recep Tayyip Erdoğan                     | Bajram Kosumi                        | 24. Aug. 2007    |
| 29. Aug. 2007            | Mustafa Sarnıç       | (* 1969 in Bursa) 1. Feb. 2014: Generalkonsul in Jerusalem | Recep Tayyip Erdoğan                     | Agim Çeku                            | 31. Okt. 2008    |
| 20. Apr. 2009            | Metin Hüsrev Ünler   | 2011–2012: Botschafter in Buenos Aires | Recep Tayyip Erdoğan                     | Hashim Thaçi                         | 26. Dez. 2010    |
| 15. Jan. 2011            | Songül Ozan          | (* 1961 in Ardahan) verheiratet mit Murat Sencer, Abitur: Aktepe Lisesi Keçiören, Studium Wirtschafts- und Verwaltungswissenschaft Technische Universität des Nahen Ostens, 1985: Eintritt in den auswärtigen Dienst, 1988: Kulturattaché am Generalkonsulat in Karlsruhe, 1992: Vizekonsulin, Leiterin der Kultur, 1994: Gesandtschaftssekretärin zweiter Klasse in Tirana, 1996: Gesandtschaftssekretärin erster Klasse in Tirana, 1999: Kosulin in Mainz, 2001: Leiterin der Abteilung Information, 2001: Botschaftsrätin in Wien, 2005: Botschaftsrätin in Sicherheitsangelegenheiten, 2005: Leiterin der Konsularabteilung, 2008: Leiterin der Abteilung konsularische Angelegenheiten und Geschäftsträgerin, 15. Januar 2011: Botschafterin in Priština, spricht deutsch und englisch. | Recep Tayyip Erdoğan                     | Hashim Thaçi                         |                  |